# Etnografia da Guiné Equatorial

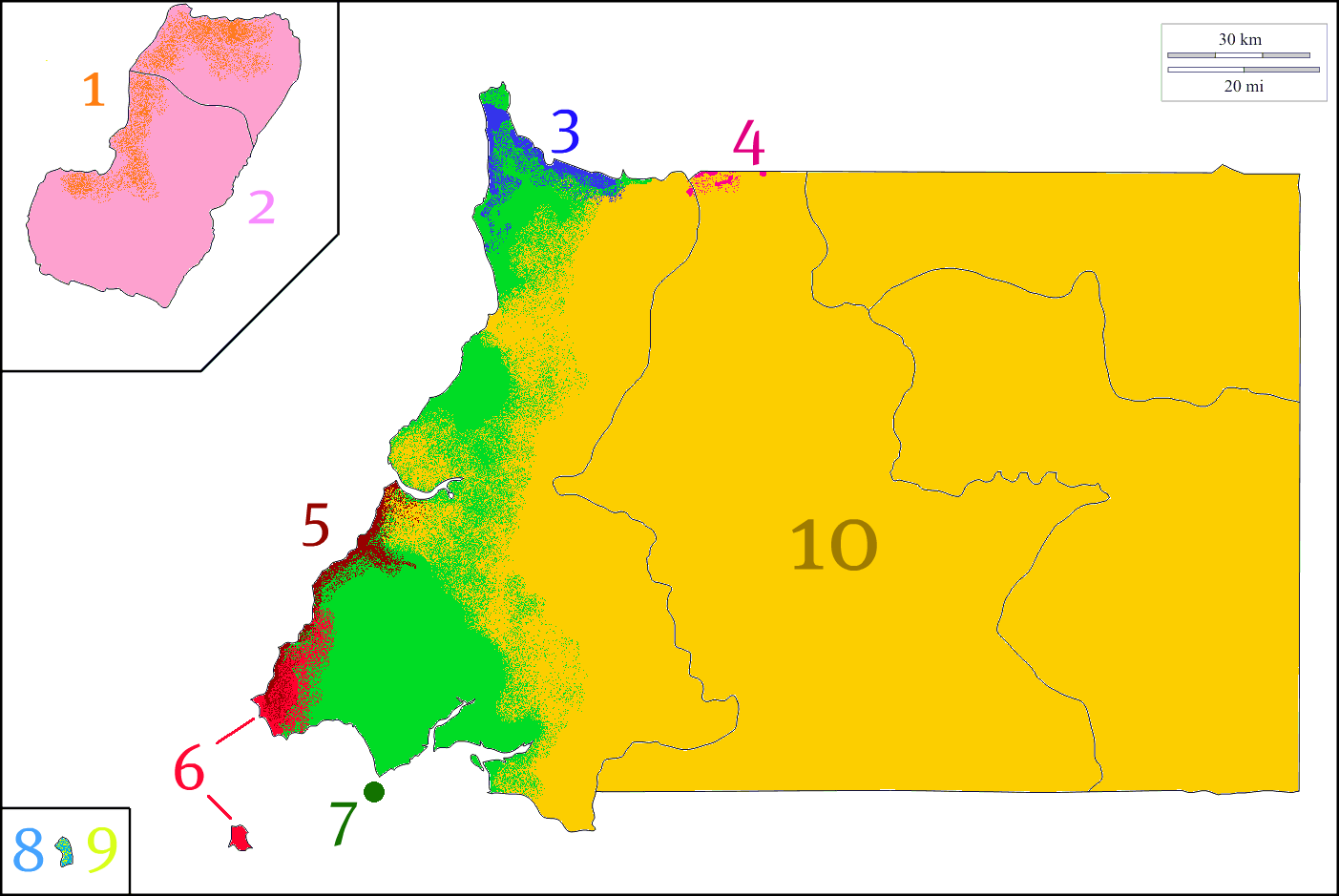
Etnias de Guiné Equatorial: 1.
Fernandino;
2. Bubis;
3. Ibos;
4. Bakas;
5. Balengue (grupo étnico) ou Bisios; 6. Playeros (balengue) ou Bengas; 7. Gabonenses;
8. Crioulos anobonenses e
9. Fá d'Ambô ou outros crioulos portugueses; 10.
Fangs;
11. Etnias minoritárias.

A maioria da população de Guiné Equatorial é da raça negra, mais propriamente de origem bantu. A etnia maioritária é a Fang, são originários da zona continental do país, ainda que a migração para a ilha Bioko tem produzido uma dominação dos Fang sobre o resto de habitantes. Aliás, os Fang constituem uns oitenta por cento da população, que se dividem em sessenta e sete clãs. Outro grupo étnico, os Bubi, originários da ilha Bioko, também de origem bantu mas instalados na insularidade desde ao menos faz 1500 anos, constituem um quinze por cento da população.
Outros grupos étnicos são os fernandinos (descendentes de refugiados e resgatados dos navios escravagistas no final do século XVIII e procedentes da costa ocidental africana, que vivem maioritariamente em Bioko); os ano-bonenses, descendentes de escravos de Angola, importados a ilha de Ano-Bom, e as etnias Bisio e Ndowe na região continental, junto a outras pequenas minorias de imigrantes nigerianos e camaroneses.
Existe também uma minoria de brancos europeus de ascendência espanhola e mestiços. Também vivem em Guiné Equatorial pequenos grupos de pigmeus Baká, na atualidade muito aculturados e em risco de desaparecimento total.

## Diáspora de Guiné Equatorial
De acordo com a história da América, principalmente nos países hispanofalantes, alguns dos habitantes da Guiné Equatorial foram levados como escravos na época colonial ao Novo Mundo, ainda que hoje em dia, também devido principalmente ao exílio político, há um grupo numeroso na Europa, principalmente na Espanha, Gabão, Nigéria e Gana também contam com emigrados que inicialmente foram estudantes.